# アルプスマーモット
アルプスマーモット（Marmota marmota）は、哺乳綱ネズミ目（齧歯目）リス科マーモット属に属するマーモットの1種。
ヨーロッパ中央部および南部の高山地帯に見られる、大型のジリス。地面を掘ることが得意で、1年のうち9か月を冬眠して過ごす。

## 分布
フランス、イタリア、スイス、ドイツ、スロベニア、オーストリア
名前の示すとおり、ヨーロッパのアルプス山脈に分布するほか、ピレネー山脈、中央高地 (フランス)、ジュラ山脈、ヴォージュ山脈、シュヴァルツヴァルト、アペニン山脈、タトラ山脈、カルパティア山脈にも分布する。
ピレネー山脈では一旦絶滅したが、1948年に再導入されて定着した。

## 形態

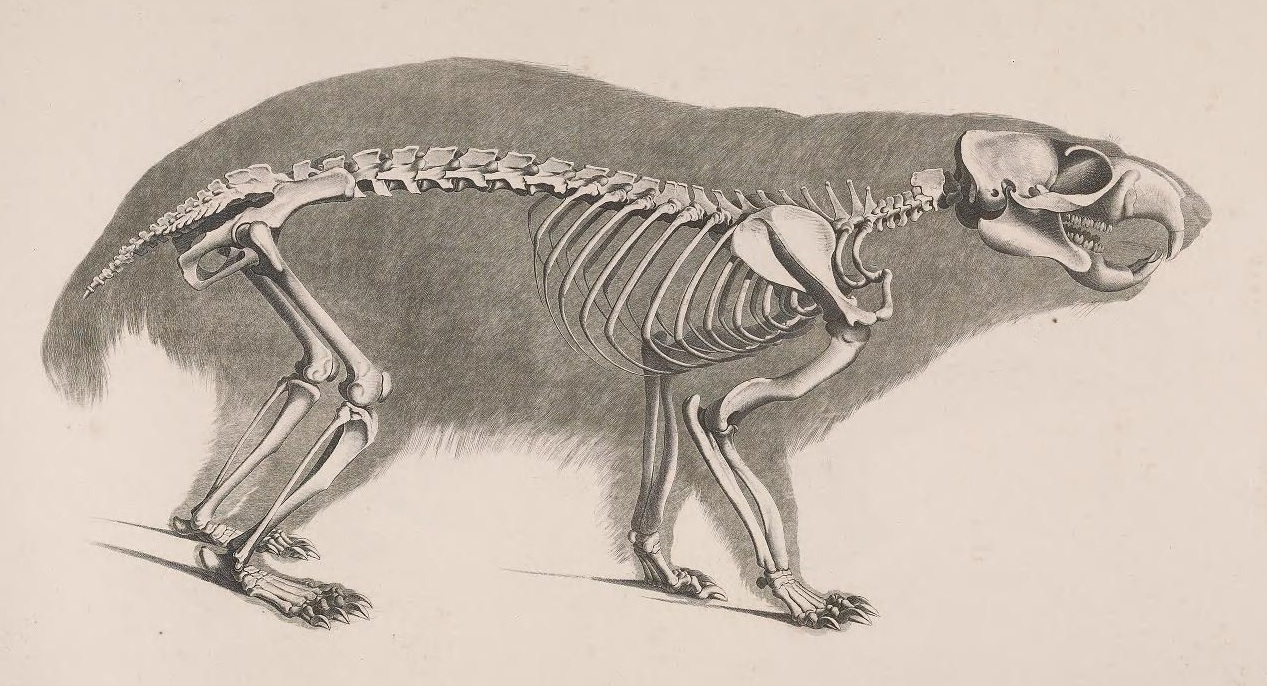
アルプスマーモットの骨格

頭胴長42-54センチメートル、尾長13-16センチメートル。
体重は、春には2.8-3.3キログラム、秋には5.5-7.5キログラムと変化し、冬眠明けの春の体重は秋よりも著しく軽くなる。
しばしばリス科で最大の種と言われるが、時には近縁のシラガマーモットの方がより重くなる。
被毛は、暗褐色、淡灰黄色、赤褐色。
ほとんどの指先には土を掘るのに適した大きな鉤爪を備えているが、親指はあまり発達しておらず小さな爪をもつ。

## 生態

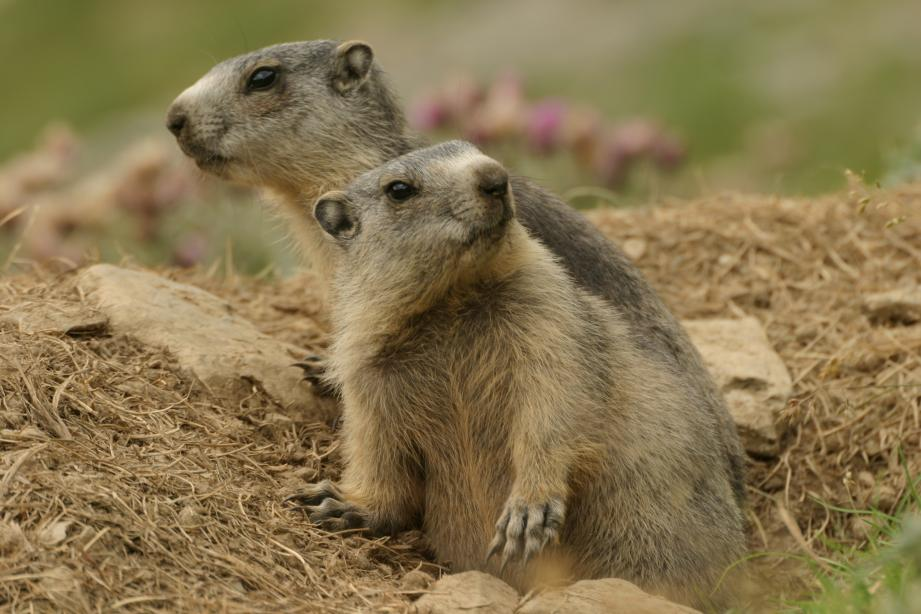
ピレネー山脈の導入されたアルプスマーモット

標高800-3,200メートルの高山地帯、高山ツンドラや高地の牧草地に生息し、沖積層や岩の多い土壌の地中深くに巣穴を掘って住む。
集団で社会生活を営み、2-3頭から50頭以上が集まってコロニーを形成する。個体数は豊富で、カルパティア山脈では推定個体数は1,500頭にのぼる。
しばしば日光浴をしている姿が見られるが、実際には平らな岩の上で体を冷やしており、おそらくこれは寄生虫に対処する戦略だと考えられている。温度に敏感なため、気温の上昇は種全体の生息環境の喪失を引き起こす。
食性は、植物食で、イネ科の草やハーブのほか、種子、昆虫、クモ、イモムシなども食べる。
若く柔らかい草を好み、両手の前足でつかんで食べる。
主に食事をしに、朝と午後に巣穴から出てくる。これは熱にうまく適応できないためで、気温の高い日にはまったく食べられないという結果になる。適度な天気の日には、長い冬眠期間を生き抜くことができるよう、大量の食糧を消費して体に脂肪の層を蓄える。
トンネルを掘る際には、前足で土を削り取り、後足で土を押し出すというように、前足と後足の両方を使う。もし石や岩があって、それほど大き過ぎなければ、歯で取り除く。居住用の巣穴は、トンネルの一番奥に作られ、干し草、牧草、植物の茎などで裏打ちされる。行き止まりのトンネルはトイレとして使用する。いったん巣穴が完成すると、1家族のみで使用するが、しばしば次の世代によって拡張され、時には世代を超えて大変複雑な巣穴システムを作り出す。
群れはいくつかの巣穴で構成され、支配的な繁殖ペアを含む。侵入者に対しては非常に防御的で、尾を叩きつけたり、歯をガチガチ鳴らしたり、匂いで縄張りに印をつけるなどの威嚇行動で彼らを警告して遠ざける。しばしば1頭が後足で立って、捕食者やその他の危険を監視している姿が見られる。一連の大音量のホイッスルを発して警告が発せられると、コロニーのメンバーは避難所へと走る。

### 繁殖

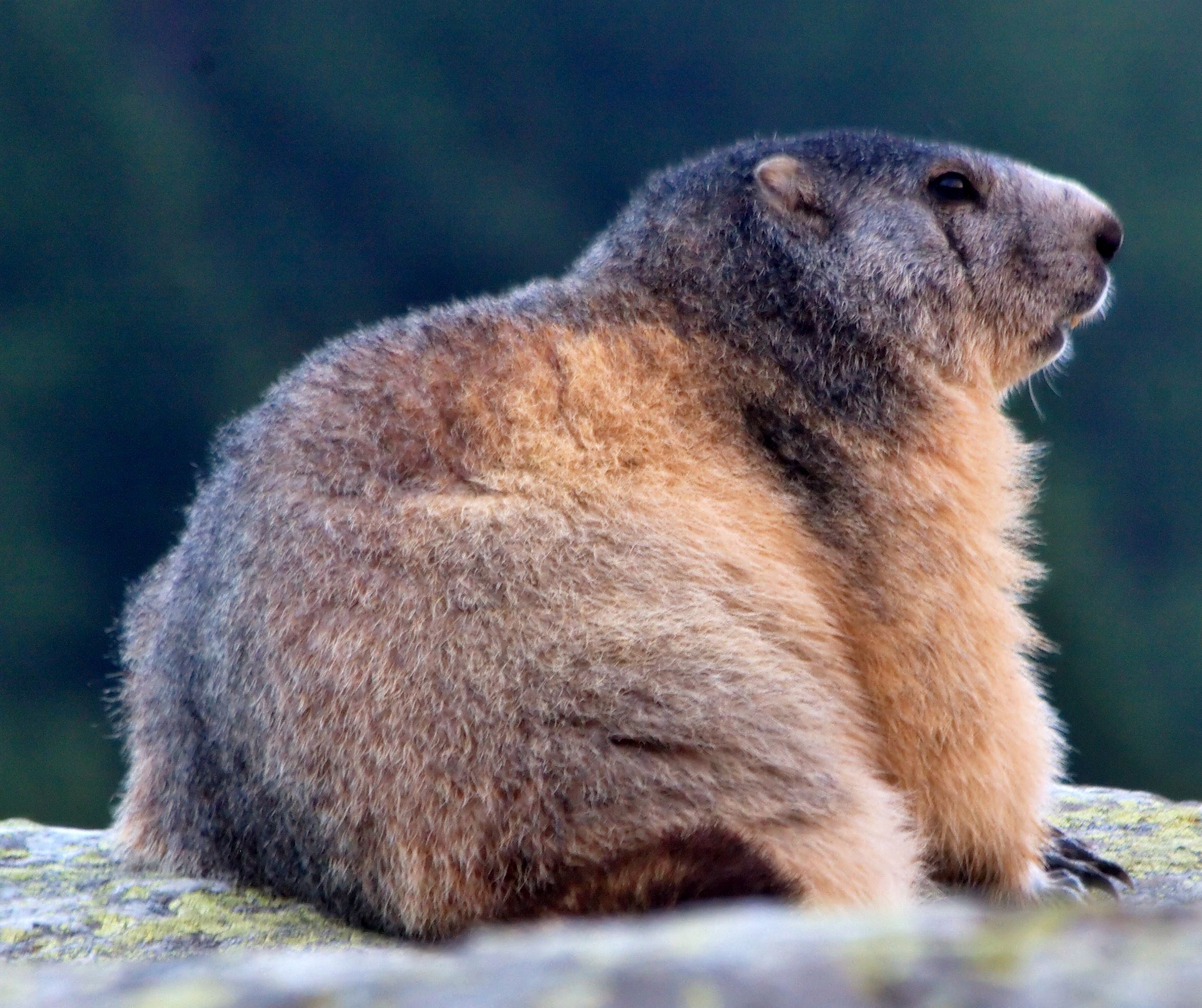
夏の終わりのアルプスマーモット。太った腹部に注目

繁殖期は冬眠から明けてすぐの春に起こり、これは子どもたちにその後にやってくる冬を生き延びる最も高い機会を与える（適者生存）。2歳で性成熟する。支配的なメスは劣位者が妊娠している時に対立してストレスを与え、子どもを殺して繁殖を抑圧する。
妊娠すると、メスは出産に備えて寝床の材料となる草などを巣穴に持ち込む。妊娠期間は33-34日間。一度の出産で1-7子、平均3子を産む。子どもは目の見えない状態で生まれ、生後数日で毛が生える。生後40日以上で離乳する。離乳期の間、母親は子どもたちを巣穴に残し食物を探しに出かける。離乳期後は子どもたちも巣穴から出てきて、自分で固形の食べ物を探す。夏の終わりまでには、子どもたちの体毛は大人と同じ色になり、2年後には大人と同じ大きさに成長する。人間に飼育されている場合は、寿命は15-18年にもなる。

### 冬眠
夏が終わりに差しかかると、冬眠用の寝床に使用する古い茎を巣穴に集める。巣穴には土と自分自身の糞を混ぜたもので封をする。いったん冬が訪れると、互いの隣にうずくまって、冬眠を開始する。心拍数を毎分5拍、呼吸を1分につき1-3回まで下げることで、体に蓄えた脂肪をできるだけゆっくり消費する。体温は、ほとんど周囲の気温と同じくらいにまで下がるが、気温が氷点に近くなると心拍数と呼吸は増加する。いくらかの個体は脂肪の層が尽きて餓死するが、これは若い個体に多い。

## 人間との関わり

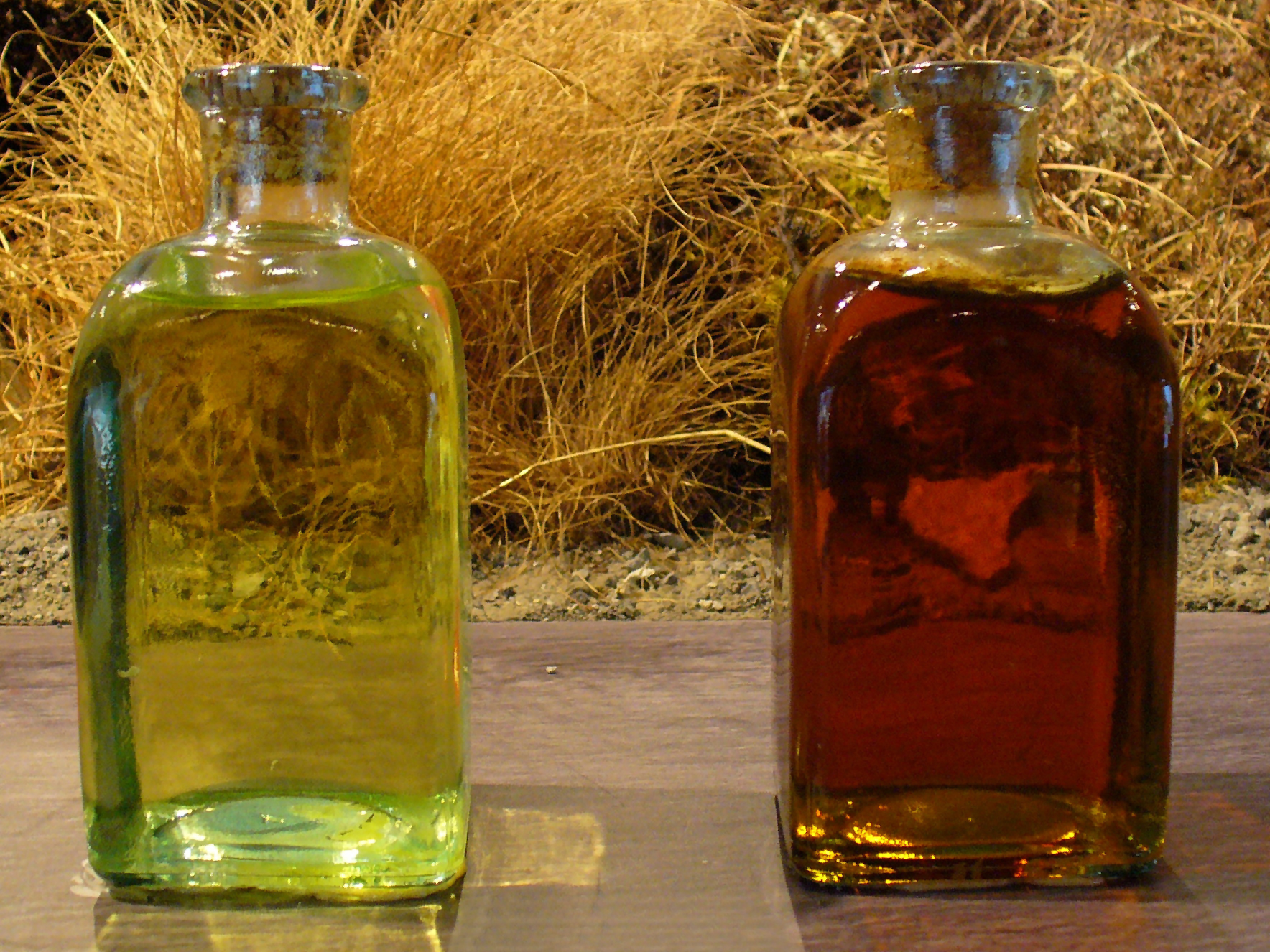
精製されたマーモットの脂肪

かつてマーモットの脂肪を皮膚に塗るとリウマチが緩和されると信じられたために、広範囲で捕獲された。いまだにアルプスマーモットの狩猟はスポーツとして行われているが、個体数の増える速度が比較的遅いため、これはこの種にとっての脅威となっている。
一般に絶滅の危険性はないが、ジュラ山脈やドイツのようないくつかの亜集団は危機に瀕している。ルーマニアのロドナの個体群は、とても小規模で、密猟によって脅かされている。